# Željka Nikolić
Željka Nikolić (Priboj, 1991. július 12. –) szerb válogatott kézilabdázó, jobbszélső, jelenleg a román SCM Craiova játékosa.

## Pályafutása

### Klubcsapatokban
Pályafutását szülővárosának csapatában, a ŽRK Pribojban kezdte, de hazájában kézilabdázott a Vrnjačka Banja színeiben is, majd onnan igazolt Montenegróba, a ŽRK Biserihez. 2012-ben szerződtette a Budućnost Podgorica, amellyel négy alkalommal lett bajnok és a Bajnokok Ligájában, valamint a regionális Balkán-kupában is aranyérmet szerzett. Rövid dániai légióskodást követően szerződött 2016 nyarán a román SCM Craiovához, ahol a bajnokság egyik legjobb játékosává vált, a 2017–2018-as szezon végén a bajnokság All Star-csapatába is beválasztották. 2018-ban Craiova város díszpolgára lett.

### A válogatottban
A szerb válogatottban 2016-ban mutatkozott be, szerepelt a 2016-os és 2018-as Európa-bajnokságon, valamint a 2017-es és 2019-es világbajnokságon.

## Sikerei, díjai
Budućnost Podgorica
- Bajnokok Ligája-győztes: 2012, 2015
- Montenegrói bajnok: 2012, 2013, 2014, 2015
- Montenegrói Kupa-győztes: 2012, 2013, 2014, 2015
- A regionális Balkán-liga győztese: 2012, 2013, 2014

Craiova
- EHF-kupa-győztes: 2018

Egyéni elismerései
- A ProSport szavazásán a román élvonal legjobb jobbszélsője: 2018